# Polymixis lutea
Polymixis lutea là một loài bướm đêm trong họ Noctuidae.